# آثار النبي محمد الشريفة

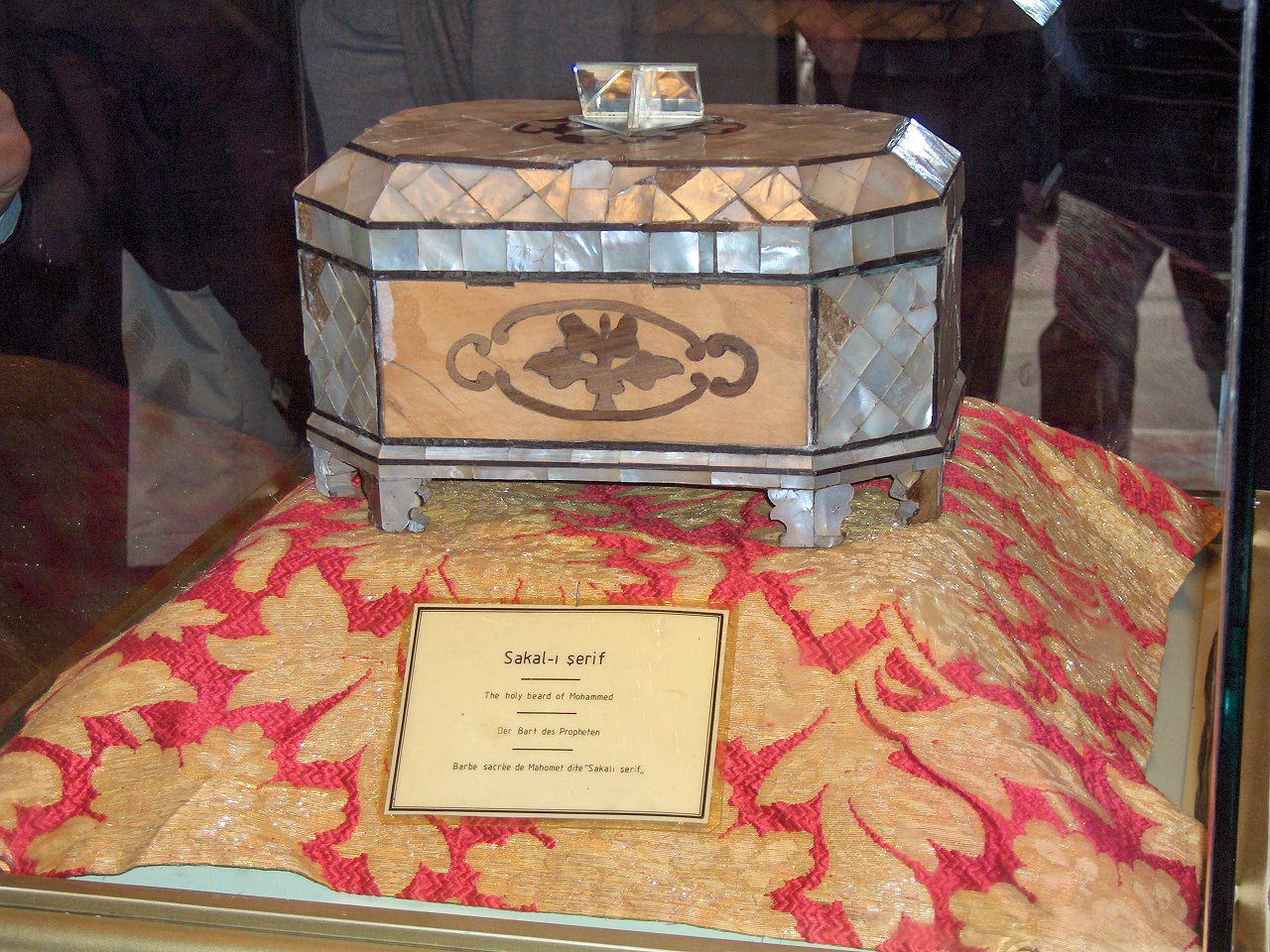
صندوق فيه جزء من شعر يُنسب للنبي محمد. ضريح مولانا جلال الدين الرومي، في قونية، في تركيا

هناك سلسلة من الأشياء تحظى بالتبجيل في الإسلام بسبب ارتباطها بالنبي محمد.
كان للإسلام تاريخ طويل في تبجيل الآثار، وخاصة تبجيل الآثار المنسوبة إلى النبي محمد، خاصةً قبل صعود التيار السلفي. هناك أدلة تاريخية تشير إلى أن بعض المسلمين الأوائل مارسوا تبجيل الآثار، وظلت هذه الممارسة شائعة في العديد من أجزاء العالم الإسلامي السني حتى القرن الثامن عشر، عندما بدأت الحركات الإصلاحية السلفية والوهابية في إدانة مثل هذه الممارسات بشدة، وربطها بالخطيئة الإسلامية المتمثلة في الشرك (عبادة الأصنام)؛ وقد بلغَت الحركة ذروتها مع تدمير الآثار التاريخية الإسلامية حول جزء كبير من العالم الإسلامي، أبرزها هدم البقيع. ونتيجة لتأثير وجهات النظر هذه، رفض بعض المسلمين المعاصرين الممارسة التقليدية لتبجيل الآثار تمامًا. تتضمن بعض الآثار الأكثر شهرة تلك الموجودة في قصر طوب قابي في إسطنبول، في قسم يُعرف باسم Hirkai Serif Odasi (غرفة البردة المقدسة)، وتلك الموجودة في ضريح حضرة بال، في وادي كشمير بما في ذلك ما يزعم أنه شعرة من محمد.
كتب المستكشف الفرنسي جان بابتيست تافيرنييه في القرن السابع عشر عن مناقشاته مع اثنين من أمناء خزانة القسطنطينية، الذين وصفوا الراية والعباءة والختم. وبعد قرنين من الزمان، كتب تشارلز وايت عن البردة، والخرقة، والراية، واللحية، والسن، وبصمة قدم محمد، والتي رآها آخر مرة بنفسه.

## الراية
يزعم أن راية معركة محمد، المعروفة في اللغة التركية باسم "الراية المقدسة"، كانت بمثابة الستار فوق مدخل خيمة زوجته عائشة. وبحسب رواية أخرى، كان هذا العلم جزءًا من عمامة بريدة بن الخصيب، وهو عدو أُمر بمهاجمة النبي محمد، لكنه بدلًا من ذلك انحنى له، وفك عمامته وثبتها في رمحه، وكرّس نفسه لخدمة النبي محمد.
وقد حصل عليه العثمانيون عندما فتح سليم الأول (حكم. 1512–1520 م) مصر، ونقلها إلى الجامع الأموي في دمشق حيث كان من المقرر حمله أثناء الحج السنوي إلى مكة المكرمة. وقد أرسلها مراد الثالث (حكم. 1574–1595 م) إلى المجر كوسيلة لتحفيز جيشه. في عام 1595، وفي عهد محمد الثالث (حكم. 1595–1603 م) أُحضرَت إلى قصر طوب قابي، حيث خِيطَت في راية أخرى، زُعم أنها لعمر وغُلفتَا معًا في صندوق من خشب الورد، مرصع بالأحجار الكريمة بما في ذلك قشور السلحفاة والصدف. كانت مفاتيح الصندوق في العادة في حوزة القيزلر آغاسي. وقد ارتبطت بالإمبراطورية العثمانية، وعُرضت كلما ظهر السلطان أو الصدر الأعظم أمام الجيش الميداني، كما حدث في الحادثة الخيرية عام 1826 وفي بداية دخول تركيا إلى الحرب العالمية الأولى. أفاد تافيرنييه أن الرمح  تم الاحتفاظ به خارج غرفة نوم السلطان في القرن السابع عشر، بحلول عام 1845 قال وايت إنه رآه مستقرًا على جدار بالقرب من الراية وبحلول عام 1920 لم يكن مكانه معروفًا.

## البردة

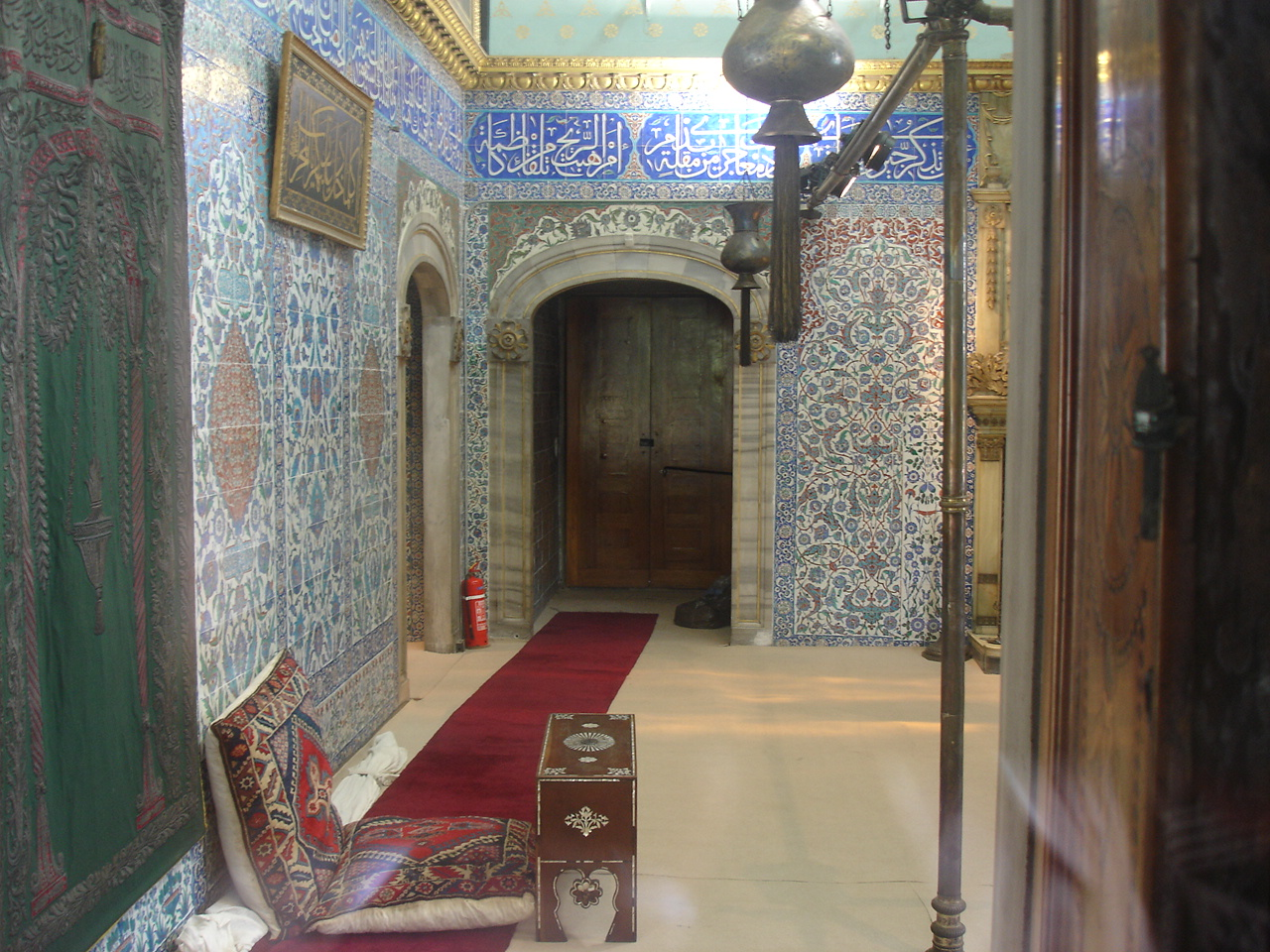
داخل حجرة البردة المقدسة

الخرقة الشريفة أو البردة هي قطعة من الملابس أهداها النبي محمد إلى كعب بن زهير، وقد باعها أبناؤه إلى الدولة الأموية، ربما إلى معاوية بن أبي سفيان، مؤسس الدولة الأموية. بعد سقوط الأمويين، انتقلت العباءة إلى بغداد في عهد العباسيين، ثم إلى القاهرة في عهد المماليك، وأخيرًا نقلها سليم الأول إلى قصر طوب قابي في عام 1595 م.
قصة البردة تعود عندما هجا كعب النبي محمد، حيث كان غنيًّا في الجاهلية، ولم يقبل تغير الحال إلى الإسلام، إلا إن إعراض أهله وصحبه عنه بعدها، وخوفه من غضب الناس، جعله ينتظر النبي محمد في حالة رثّة في صلاة الفجر، وعندها ألقى قصيدة اعتذار للنبي محمد، فقام النبي وأهداه بردته، فسُميَت القصيدة بقصيدة البردة، كما تُوجد قصيدة أخرى بنفس الاسم قصيدة البُردة التي نظمها البوصيري في مدح النبي محمد، عندما رآه في المنام، والأخيرة هي الأشهر، وقد سُميَت قصيدة البوصيري بالبردة لأن البوصيري كتبها وكان مُصابًا بالفالج، فتوسل بالنبي محمد وعند نومه رآه في الحُلم يلفّ بردته عليه، فقام من منامه مٌشافى.

ووصف تافيرنييه البردة بأنها معطف أبيض مصنوع من شعر الماعز بأكمام كبيرة، أو قماش كريمي بخطوط صوفية سوداء.
عند إخراج السلطان الأعظم (البادشاه) للرداء من الصندوق، يُقبّله بإجلالٍ شديد، ثم يُسلّمه إلى رئيس حرس القصر (كابي آغا)، الذي دخل الغرفة بأمر منه، بعد أن أُخذت طبعات الختم. يُرسل هذا المسؤول إلى مشرف الخزانة ليُحضِر قدراً كبيراً مصنوعاً من الذهب، فيُجلب إلى المكان على يد بعض كبار الخُدّام (الصفّ الأول من الخدم). ويُقال إن هذا القدر بالغ السعة، إذ يسع ما يُعادل سُدس برميل، وزُيِّن سطحه الخارجي في بعض المواضع بالزُمُرّد والفيروز. يُملأ الإناء بالماء حتى يُبقى مقدار ستة أصابع من حافته العليا دون ماء، ثم يضع كابي آغا رداء النبي محمد في هذا الماء ويتركه قليلاً لينقع، ثم يرفعه ويعصره بشدة ليُخرج منه ما امتصّه من الماء، فيتساقط الماء في القدر، مع حرص بالغ على ألّا تسقط منه قطرة واحدة على الأرض. بعد ذلك، يُملأ عدد كبير من قوارير كريستال البندقية – كل واحدة تسع نحو نصف باينت (نحو ربع لتر) من ذلك الماء، وبعد إحكام غلقها تُختم بخاتم السلطان الأعظم. ثم يُترك الرداء ليجف حتى اليوم العشرين من شهر رمضان، وعندها يأتي السلطان بنفسه ليشهد إعادة وضع الرداء في الصندوق.
بصورة عامة هناك ثلاث بردات اليوم تُنسب للنبي محمد:
1. بُردة صفراء منسوبة للنبي محمد موجودة في "جامع البردة الشريفة" في أسطنبول، والتي أهداها النبي للتابعي أويس القرني
2. بردة سوداء اللون منسوبة للنبي محمد محفوظة في صندوق من ذهب ضمن الأمانات المقدّسة والموجودة في متحف الباب العالي في أسطنبول؛ وهي بردة كعب
3. بُردة النبي محمد الموجودة في أفغانستان في مزار خرقة شريفة

وقد ورد ذكر عن بُردة كانت عند العباسيين أهداها النبي محمد لأيلة، ولعلّها التي قال عنها السيوطي: «وأظن أنها فُقدت (أي البردة) في فتنة التتار فإنّا لله وإنا إليه راجعون»؛ إلا أن هناك اعتقاد بأن البُردة التي فُقدَت هي بُردة كعب بن زهير، وأن البردة السوداء في صندوق الذهب في متحف الباب العالي هي بردة أيلة.

## الختم المقدس
وثّق الختم المقدس (باللغة التركية: Mühr-ü Şerif) تافيرنييه، الذي قال أنه تم الاحتفاظ به في صندوق صغير من خشب الأبنوس في مكان محفور في الحائط عند قدم ديوان في غرفة الآثار في طوب قابي.
الختم نفسه مغلف بالكريستال، بحجم 3 × 4 بوصة تقريبًا، مع حافة من العاج. لقد اُستخدم مؤخرًا في القرن السابع عشر لختم المستندات.
الختم عبارة عن قطعة مستطيلة من العقيق الأحمر، يبلغ طولها حوالي 1 سم طوله مكتوب عليه الله / محمد رسول، وكلمة (الله) في السطر الأول، بينما (محمد رسول) في السطر الثاني. وفقًا للتقاليد التاريخية الإسلامية، ورث أبو بكر وعمر وعثمان ختم محمد الأصلي، لكن عثمان فقده في بئر بالمدينة المنورة. ويقال إن عثمان صنع نسخة طبق الأصل من الختم، ويُعتقد أنه عُثر على هذا الختم عند غزو بغداد (1534) فنُقل إلى إسطنبول.

## اللحية
هي شعر يُنسب للنبي محمد، وفي اللغة التركية العثمانية يُعرف باسم اللحية الشريفة، ويقال إن اللحية أزيلت من وجه محمد من حلاقه المفضل بحضور أبي بكر وعلي وعدة آخرين. أُزيل الشعر بشكل فردي في وقت لاحق، ولكن اللحية نفسها محفوظة في علبة زجاجية.

## السن
فقد النبي محمد أربعة أسنان في معركة أحد، بعد أن أصيب بفأس . يُفترض أن اثنين من الأسنان قد فُقدا، أحدهما كان محفوظًا في طوب قابي، والآخر كان بحوزة محمد الفاتح.

## الصنادل
ويُوجد كذلك صنادل تُنسب للنبي محمد وهي معروفة بـ(نالاين شريف) في اللغة الأردية.

## الوعاء
هو وعاء عمره حوالي 1500 عام، يُفترض أن النبي محمد استخدمه، وبعد وفاته احتفظت به ابنته فاطمة وزوجها علي ابن عم النبي محمد. وبعد وفاتهما، احتفظ بالوعاء ابناهما الحسن والحسين. وانتقل هذه الكأس من جيل إلى جيل عن طريق أحفاد النبي محمد حتى وصل أخيرًا إلى بريطانيا. ثم في 21 أيلول 2011 سُلم الوعاء إلى الشيشان وهو الآن محفوظ في مسجد "قلب الشيشان" الذي سمي باسم أحمد حاجي قديروف في غروزني، وهذا الأثر هو الأكثر تواترًا وموثوقية أنه يرجع للنبي محمد.
أما بالنسبة للوعاء، فقد كتب ابن كثير ، العالم الإسلامي والمفسر للقرآن، في كتابه زوجات النبي محمد:
حدثنا أبو بكر بن أبي شيبة وأبو كريب وابن نمير قالوا حدثنا ابن فضيل عن عمارة عن أبي زرعة قال سمعت أبا هريرة قال أتى جبريل النبي فقال يا رسول الله هذه خديجة قد أتتك معها إناء فيه إدام أو طعام أو شراب فإذا هي أتتك فاقرأ عليها السلام من ربها عز وجل ومني وبشرها ببيت في الجنة من قصب لا صخب فيه ولا نصب

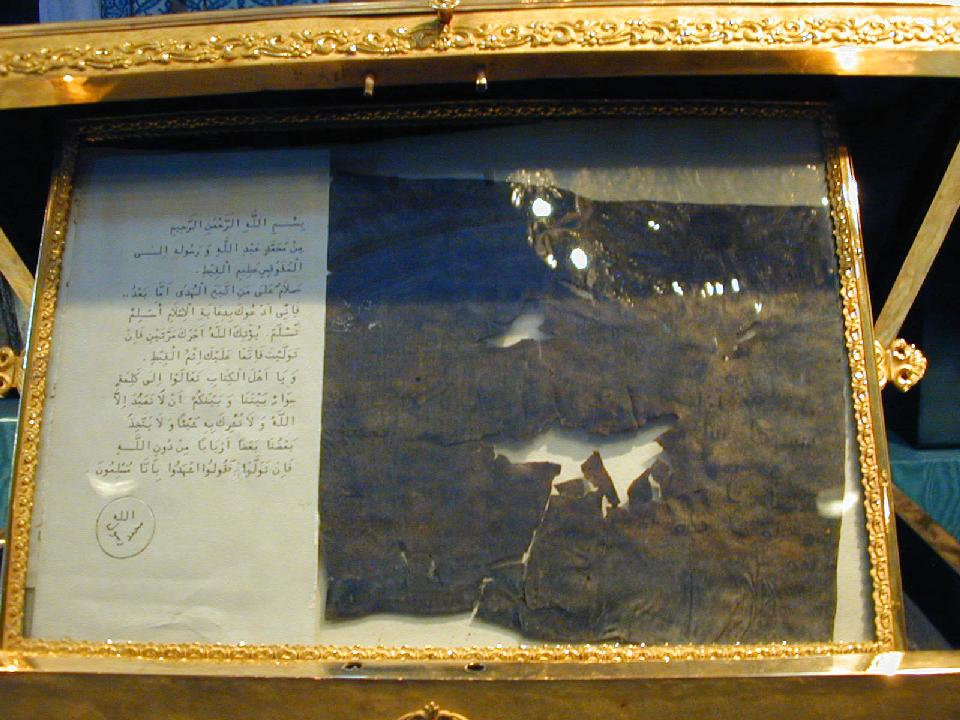
رسالة النبي محمد إلى المقوقس في مصر، موجودة في متحف قصر طوب قابي، إسطنبول
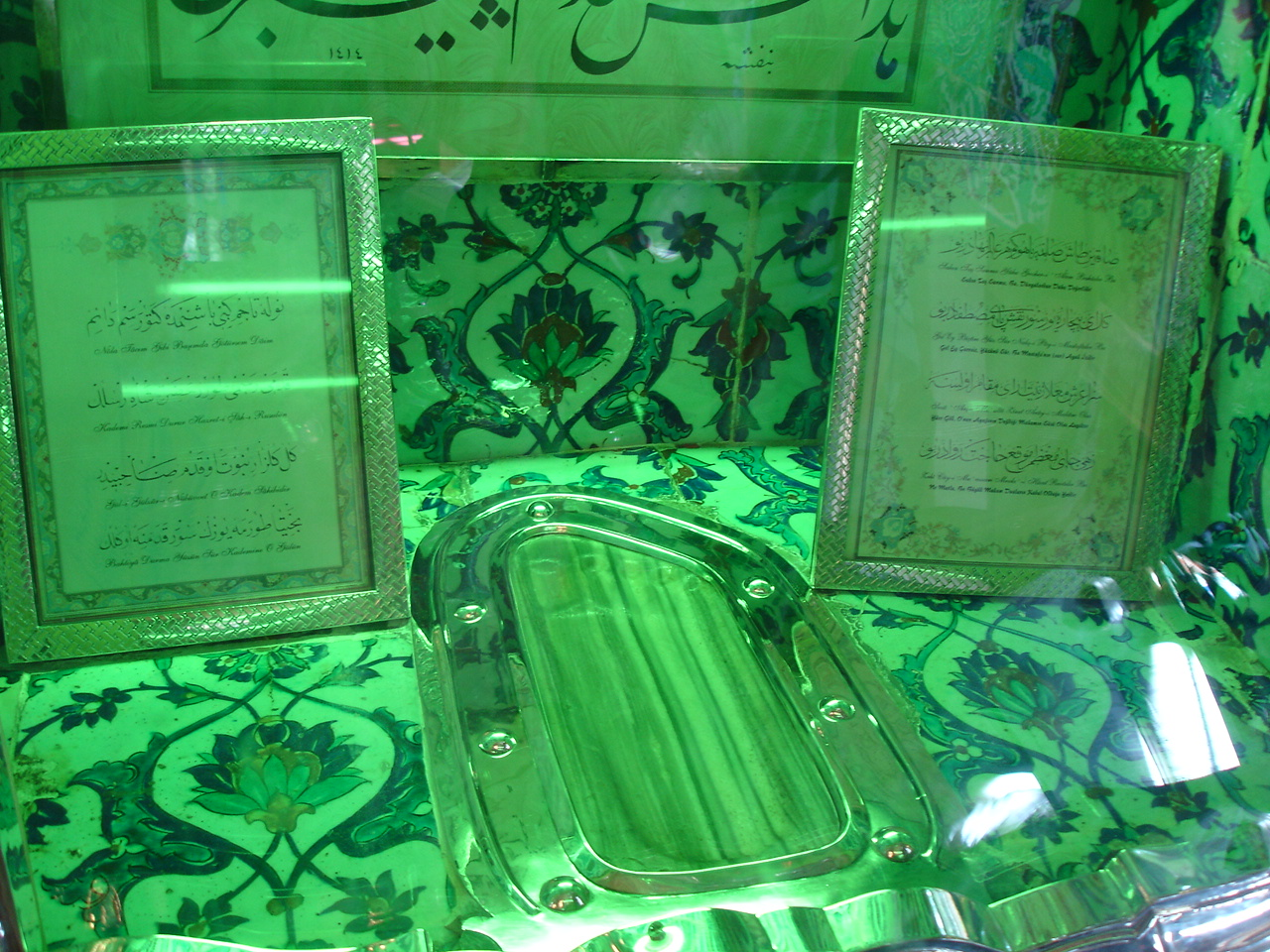
بصمة قدم النبي محمد معروضة في القبر في مسجد أيوب سلطان بإسطنبول.

## حضرة بال
يحتوي ضريح حضرة بال في سريناغار على خصلات من شعر محمد، والتي يعتقد العديد من المسلمين الكشميريين أنها من شعر النبي محمد. جُلبَت الآثار المسماة "المقدسي" لأول مرة إلى كشمير على يد سيد عبد الله مدني، وهو من نسل النبي محمد والذي غادر المدينة المنورة واستقر في مدينة بيجابور في جنوب الهند في عام 1635، في وقت كانت فيه سلطنة مغول الهند الإسلامية تتوسع بسرعة في جميع أنحاء الهند.

## الإشارات الحديثية إلى النعم الجسدية من محمد
هناك عدد من الأحاديث التي تشير إلى البركات الناتجة عن الاتصال الجسدي بشخص النبي محمد. وبشكل عام في الإسلام، فإن النبي محمد هو الشخص الوحيد المُتفق عليه عند كل المذاهب بجواز طلب البركة منه، سواء من خلال جسده، أو ما يلمس جسده.
- العهدة النبوية في دير سانت كاترين
- بيت المولد، البيت الذي يُعتقد أن النبي محمد قد وُلد فيه
- خرقة النبي محمد
- مقتنيات النبي محمد
- ختم النبي محمد
- رسائل النبي محمد
- ضريح حضرة بال

## قراءة إضافية
- باتريزي، لوكا، "آثار النبي"، في محمد في التاريخ والفكر والثقافة: موسوعة نبي الله (مجلدان)، تحرير سي. فيتزباتريك وأ. ووكر، سانتا باربرا، إيه بي سي-كليو، 2014.(ردمك 1610691776)رقم ISBN 1610691776